# Bahnhöfe in Würzburg

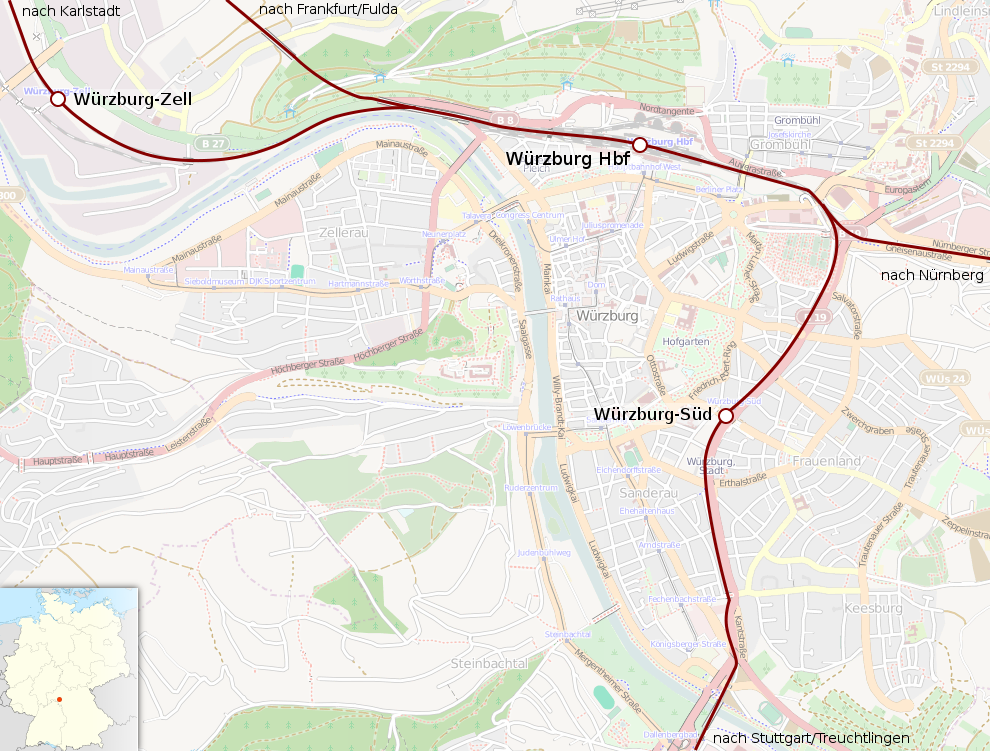
Personenbahnhöfe in Würzburg

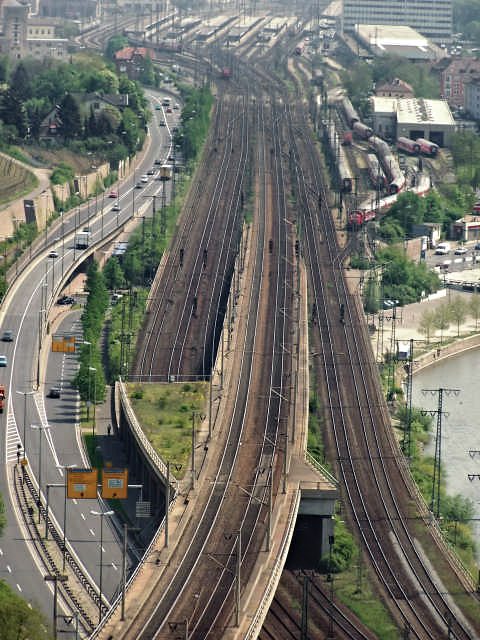
Der Gleis- und Bahnsteigbereich des Würzburger Hauptbahnhofes, von Westen aus gesehen

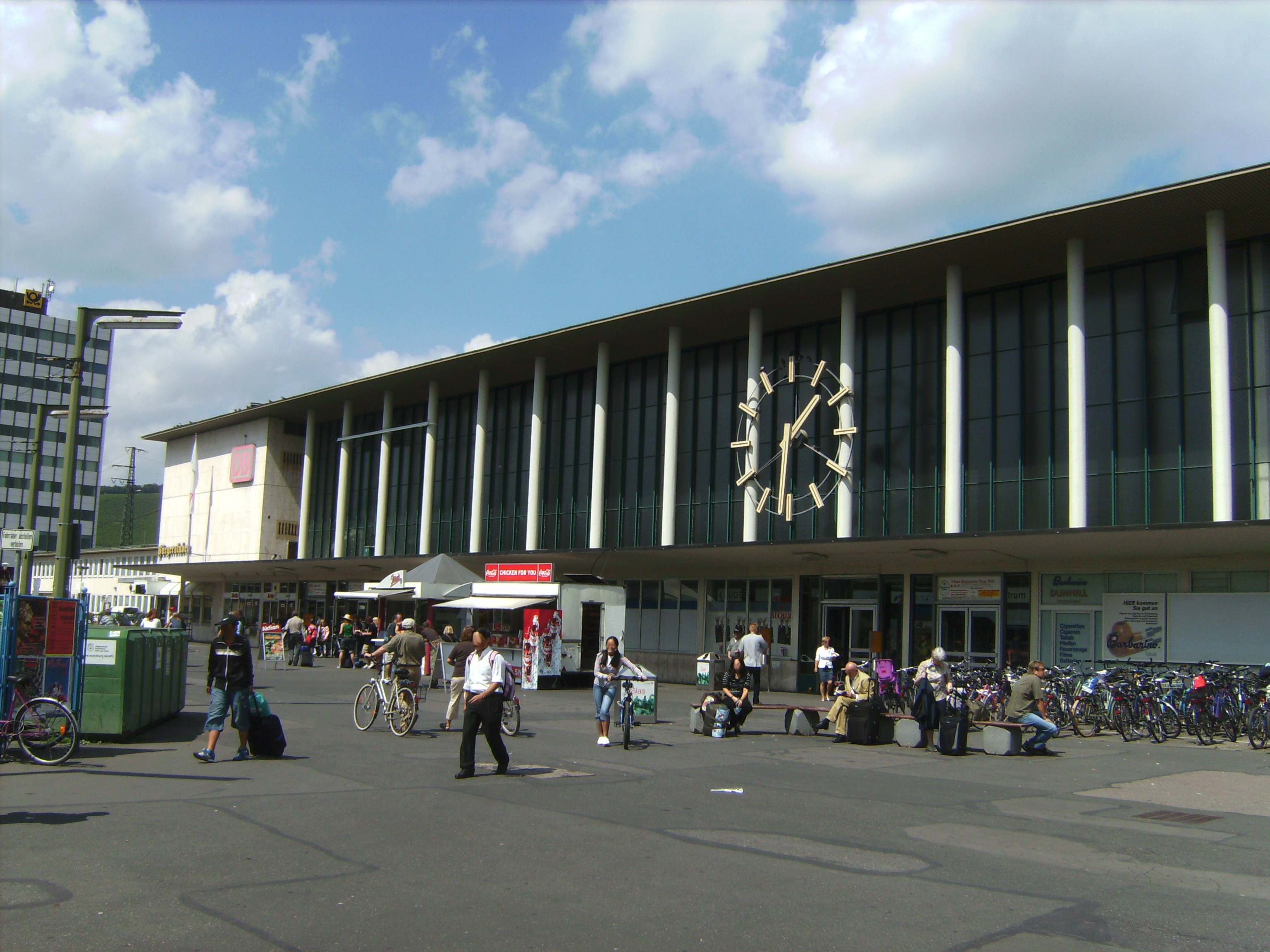
Das Empfangsgebäude des Würzburger Hauptbahnhofs (2007)

In Würzburg gibt es vier Bahnhöfe und Haltepunkte, die im planmäßigen Personenverkehr bedient werden. Eine weitere Station dient nur der Zugbildung und dem Betriebsablauf, eine ist komplett stillgelegt.

## Bahnhöfe in Betrieb

### Würzburg Hauptbahnhof
Der Hauptbahnhof ist die wichtigste Eisenbahnstation in Würzburg und der gesamten Region Mainfranken. Hier treffen die Schnellfahrstrecke Hannover–Würzburg und die Strecken aus Stuttgart (KBS 780), Aschaffenburg (KBS 800), Nürnberg (KBS 805) und Treuchtlingen (KBS 920) zusammen. Etwa 600 Zugfahrten finden täglich auf den elf Bahnsteiggleisen statt. ICE-Züge verkehren von hier aus im Stunden- oder Zwei-Stunden-Takt unter anderem Richtung Frankfurt am Main, Nürnberg, München und Hannover. Im Nahverkehr bieten vier Regionalbahn- und fünf Regional-Express-Linien teilweise halbstündliche Angebote auf den Vorortstrecken. Trotz seiner guten Verkehrsanbindung und seiner großen Bedeutung im gesamtdeutschen Fernverkehr bot er keine Voraussetzung für eine barrierefreie Benutzung, da er weder über Aufzugsanlagen noch über Rolltreppen oder Rollstuhlrampen verfügte, die den Bahnsteigzugang für mobilitätseingeschränkte Personen erleichtert hätten. Ein Ausbau der Verkehrsstation war seit Mitte der neunziger Jahre in Planung, wurde lange jedoch noch nicht umgesetzt. Auch das Empfangsgebäude und die übrige Gesamtanlage sind nicht sehr ansprechend, was zuletzt eine Umfrage der Zeitung „Bild am Sonntag“ im Juni 2005 bestätigte, die den Würzburger Hauptbahnhof als „hässlichsten Bahnhof Deutschlands“ bezeichnete. Im Frühjahr 2007 einigten sich die Deutsche Bahn und die Stadt Würzburg schließlich auf eine Modernisierung bis 2011/2012.
Auf dem Bahnhofsvorplatz befinden sich außerdem die Haltestellen der Würzburger Straßenbahn sowie der Omnibusbahnhof, der als zentraler Umsteigepunkt für die Region gilt. Auch diese Anlagen sind seit Jahren modernisierungsbedürftig, eine Realisierung ist aber auch hier noch nicht geschehen.

### Bahnhof Würzburg-Heidingsfeld Ost
Der Ostbahnhof der ehemals selbstständigen Stadt Heidingsfeld wurde 1864 erbaut und befindet sich an der Bahnstrecke Treuchtlingen–Würzburg bei Kilometer 133,9. Er verfügte früher neben seiner Bedienung im Personenverkehr, die Ende der 1980er Jahre für mehrere Jahrzehnte endete, auch über eine Güterhalle mit Verladestation. Das stattliche Empfangsgebäude ist saniert und wird privat bewohnt und gewerblich genutzt. Bis Juni 2001 verfügte der Bahnhof noch über eine regelmäßige Straßenbahnanbindung der Linie 3. Seit deren Einstellung wird der Verkehr mit Bussen der Linie 16 betrieben, die Straßenbahnlinie 3 fährt seitdem auf den Heuchelhof. Für eine mögliche Wiederaufnahme des Straßenbahnbetriebes waren die Gleise am Vorplatz des Ostbahnhofs wie auch auf der gesamten Heidingsfelder Innenstadtstrecke noch vorhanden, bis sie 2015 entfernt wurden.
Ab 2020 wurden die Bahnhofsanlagen für die Wiederinbetriebnahme vorbereitet. Die Stadt Würzburg baute einen Aufzug an der Südseite der Personenunterführung, die Deutsche Bahn ab 2021 Bahnsteige und Passagierzugänge.
Seit 11. Dezember 2022 fahren am Bahnhof wieder Regionalzüge. Die Linie RE80 (auch RB80) nach Treuchtlingen hält am neuen Haltepunkt. Nahezu jeder zweite Zug fährt zusätzlich über Augsburg nach München.

### Haltepunkt Würzburg Süd

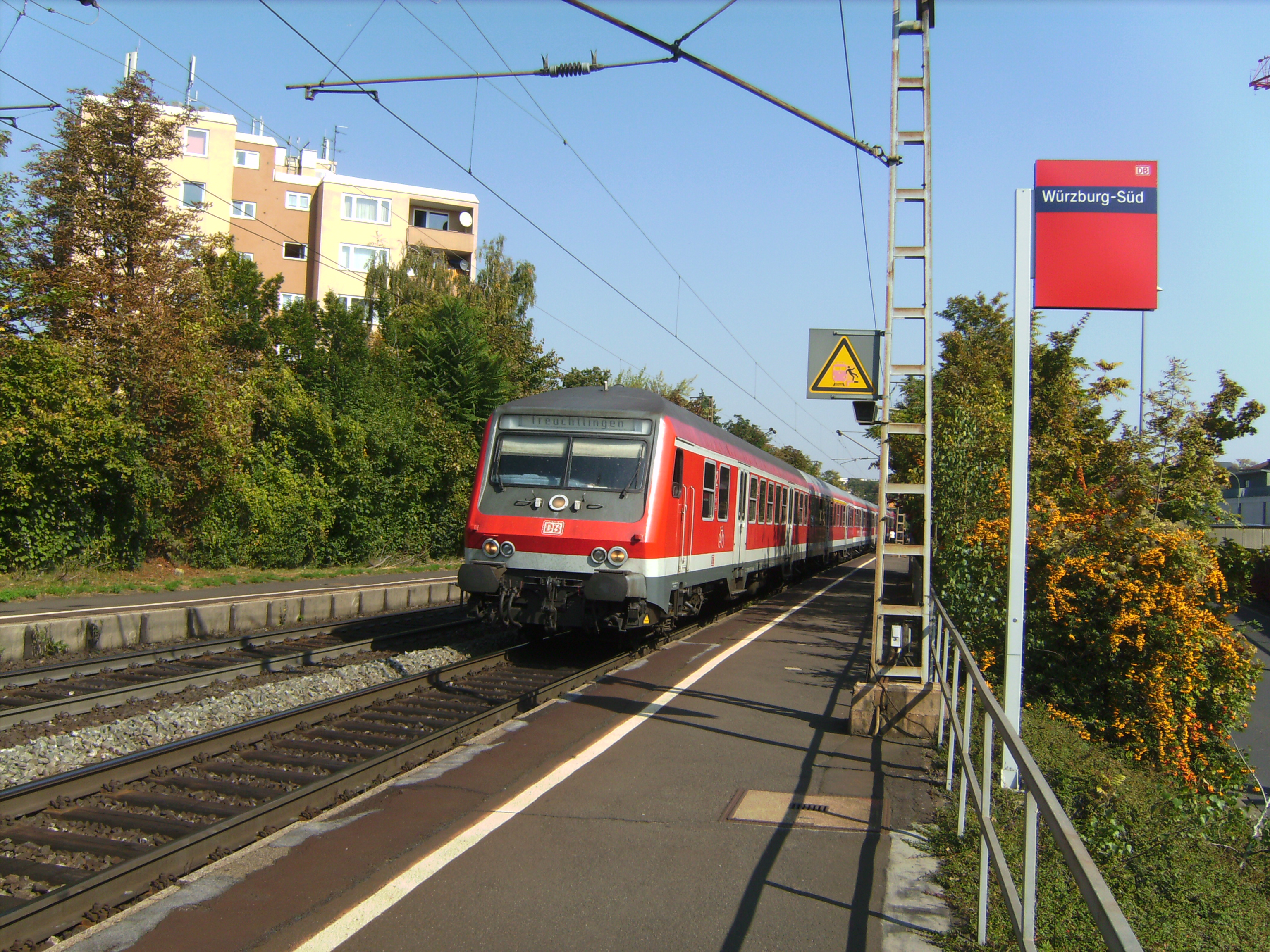
Eine Regionalbahn von Treuchtlingen nach Würzburg beim Zwischenhalt am Haltepunkt Würzburg Süd

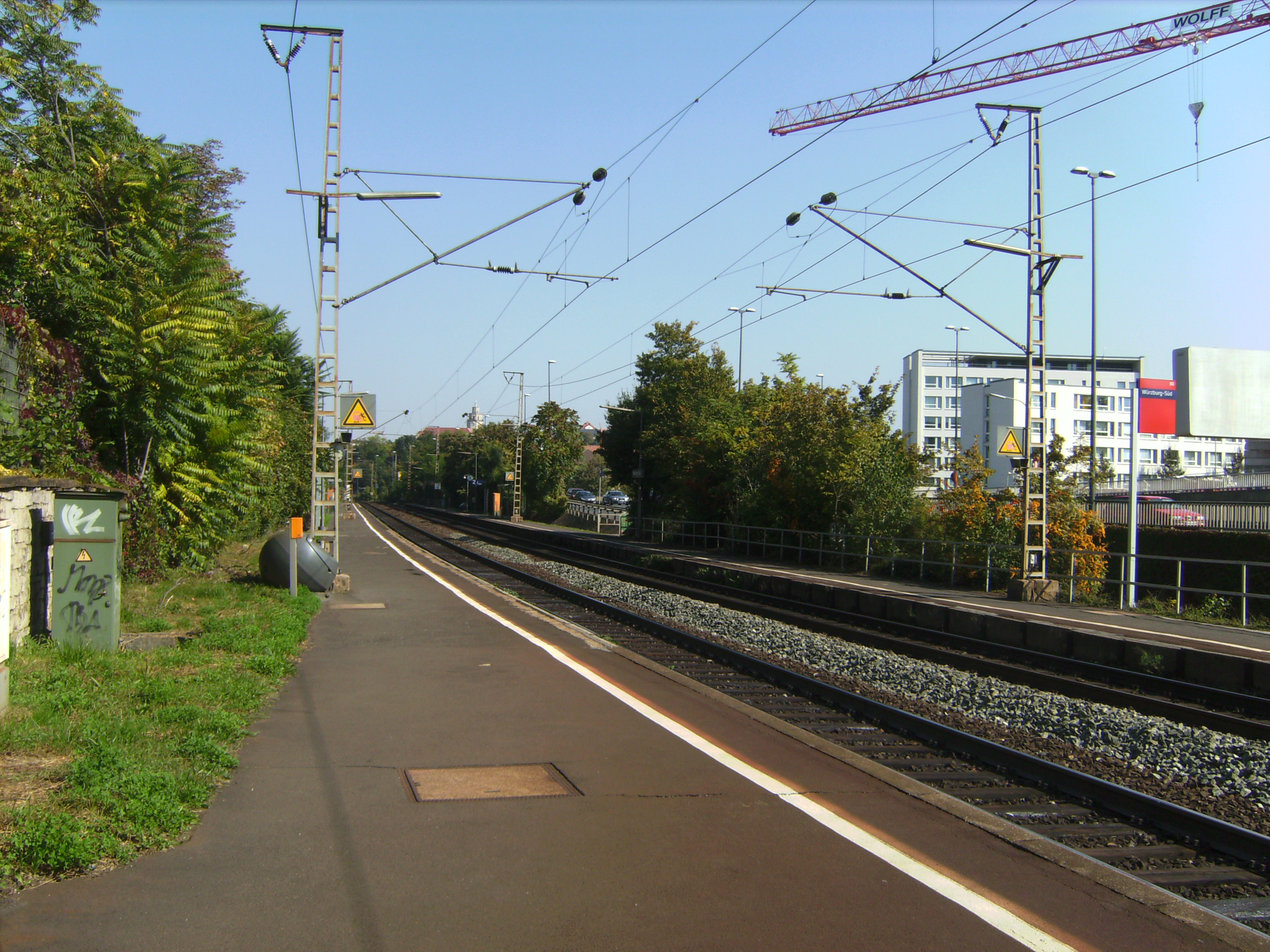
Die Bahnsteige des Haltepunktes Würzburg Süd – Blick in Fahrtrichtung Hauptbahnhof Würzburg

Der Haltepunkt Würzburg Süd (als Südbahnhof 1879 eröffnet und heute meist noch so genannt) ist heute als zweitwichtigste Bahnstation eingestuft. Sie liegt an der Grenze der Stadtteile Frauenland und Sanderau bei Kilometer 137,8 der Bahnstrecke aus Treuchtlingen, die dort parallel zum Südlichen Stadtring verläuft. Mit dem Bau dieser Stadtumgehung wurde der im Krieg unzerstört gebliebene Südbahnhof abgerissen. Der heutige Haltepunkt besteht aus zwei 213 bzw. 204 Meter langen Außenbahnsteigen, die von ihrer Höhe her keine Voraussetzungen für einen barrierefreien Einstieg in die hier haltenden Züge bieten, auch der Bahnsteigzugang erfolgt nicht barrierefrei über Treppen von der Zeppelin-, Grünewald- und Sandbergerstraße aus. Die beiden Bahnsteige sind mit gläsernen Wetterschutzunterständen, Fahrscheinautomaten, Fahrplanaushängen und SOS-Info-Säulen ausgestattet. Insbesondere im Schülerverkehr morgens und mittags wird der Haltepunkt aufgrund der mehreren nahe gelegenen weiterführenden Schulen stark frequentiert. Der Haltepunkt hat die Preisklasse 5.
Der Haltepunkt wird ganztägig von folgenden Regionalbahn-Linien angefahren:
- Würzburg–Ochsenfurt–Steinach–Ansbach–Treuchtlingen (60-Minuten-Takt)
- Würzburg–Ochsenfurt–Marktbreit (nachmittags Mo–Fr, 60-Minuten-Takt)
- Würzburg–Lauda–Osterburken (60-Minuten-Takt)

Zu den Hauptverkehrszeiten werden die Angebote im Hauptbereich (bis Ansbach) auf einen 30- bzw. 60-Minuten-Takt verdichtet. Außerdem existiert an der Unterführung Zeppelinstraße die Bushaltestelle Südbahnhof/LVA der Linie 16.

### Bahnhof Würzburg-Zell
Der Bahnhof Würzburg-Zell, welcher aus betrieblicher Sicht ein Bahnhofsteil von Würzburg Hauptbahnhof ist, liegt bei Kilometer 3,9 der Main-Spessart-Bahn nach Aschaffenburg und befindet sich zwischen dem Industriegebiet des Neuen Hafens und dem ehemaligen Würzburger Rangierbahnhof, der seit Februar 2005 stillgelegt ist. Der Bahnhof  besteht lediglich aus einem teilweise überdachten 239 Meter langen Mittelbahnsteig, der – ebenso wie die Unterführung – nicht barrierefrei ausgebaut ist. Das eingeschossige Bahnhofsgebäude wurde im Jahr 1906 erbaut und wird seit 1998 vom Verein Musikbahnhof, dem regionale Bands und Solomusiker angehören, als Probenraum genutzt. Die Gesamtanlage des Bahnhofs machte bis zur Renovierung 2011 einen sehr heruntergekommenen Eindruck, da in diese Station bereits seit Jahren nicht mehr investiert worden war. Im Februar 2007 wurde bekannt, dass die Deutsche Bahn das Bahnhofsgebäude zum Verkauf anbieten will, ein neuer Besitzer wurde jedoch noch nicht gefunden. Von Würzburg kommend fädelt kurz vor Beginn der Bahnsteige links die eingleisige Hafenbahn aus. Der Bahnhofsteil gehört zur Preisklasse 6.
Der Bahnhof stellt einen Halt für die stündlich verkehrende Regionalbahn-Linie (Schlüchtern–)Jossa–Gemünden (Main)–Würzburg–Schweinfurt–Bamberg dar, weiterhin halten hier die werktäglichen Verstärkerzüge aus Karlstadt, die in Würzburg meist nach Nürnberg weitergeführt werden. Der Bahnhof ist sehr schlecht an den übrigen öffentlichen Nahverkehr angebunden, mehrere Buslinien bedienen zwar den Bereich Neuer Hafen und die angrenzende Dürrbachau (Linien 11, 13, 19, 27, teilweise 22), fahren jedoch auf der die Gleise überspannenden Rothofbrücke und auf dem Nördlichen Stadtring am Bahnhof vorbei.

## Bahnhöfe mit zukünftigem Personenverkehr

### Bahnhof Würzburg-Heidingsfeld West
Der Heidingsfelder Westbahnhof wurde 1866 erbaut und liegt nahe der Zusammenführung der Bahnstrecken aus Treuchtlingen und Stuttgart, die eigentliche Station befindet sich jedoch am Stuttgarter Ast bei Kilometer 153,7. Sie besteht aus dem heute noch existenten Empfangsgebäude, das ebenso wie das des Ostbahnhofs in Privatnutzung steht. Neben dem Empfangsgebäude befindet sich außerdem noch – exakt zwischen den beiden Bahnstrecken – ein in moderner Bauweise errichtetes Stellwerk.
Eine Reaktivierung ist bis 2026 geplant, leicht versetzt gegenüber dem ursprünglichen Standort, um eine bessere Verknüpfung mit der Straßenbahn zu erreichen.

## Bahnhöfe ohne Personenverkehr

### Haltepunkt Würzburg-Heimgarten
Der Haltepunkt Würzburg-Heimgarten befand sich bei Kilometer 92,3 der Bahnstrecke Fürth–Würzburg und lag zwischen dem Wohngebiet Heimgarten und dem Gewerbegebiet Aumühle. Seit dem Bau 1854 war der erste Name „Artilleriekaserne“, wurde nach 1945 jedoch in eine weniger militärisch klingende Bezeichnung geändert. 1981, als aufgrund des gestiegenen Verkehrsaufkommens zwischen Rottendorf und Würzburg ein drittes Gleis verlegt wurde, mussten die Bahnsteige dem Ausbau weichen. Seither ist der Gleisraum zwischen der Gneisenaustraße und den Wohnhäusern an der Nordseite sehr beengt. Eine Reaktivierung ist daher nicht mehr möglich.

## Deportationszüge in der Zeit des Nationalsozialismus
Insgesamt wurden zwischen dem 27. November 1941 und 17. Januar 1944 acht Deportationen ausgehend von Würzburger Bahnhöfen durchgeführt. Vier vom Güterbahnhof Aumühle und vier ab dem Hauptbahnhof. Von den insgesamt 2069 Deportierten überlebten nur 61. An die Deportationen und deren Opfer erinnert heute die Gedenkstätte DenkOrt Deportationen 1941–1944 vor dem Hauptbahnhof.